# Monte Bogleglio
Il monte Bogleglio o Boglelio, fa parte del prolungamento verso nord, a partire dal monte Chiappo, del gruppo del monte Antola, sullo spartiacque che separa la provincia di Alessandria da quella di Pavia, dividendo la valle Staffora dalla val Curone. Dalla sua sommità la vista spazia su un ampio fronte, nelle belle giornate dalla sua posizione panoramica si può osservare l'intero arco alpino: dai monti dell'Emilia-Romagna alle Alpi Liguri, dal Monviso al Monte Rosa, dal Resegone al monte Baldo sul lago di Garda. 

## Toponimo
Sulla Tavola di Veleia si parla del Saltus Boielis (pascolo Boieli) che potrebbe corrispondere all'antico nome del monte Penice o forse del monte Boglelio. Deriverebbe dalla radice boi, riconoscibile in altri luoghi circostanti, ad esempio Bobbio e monte Buio.

## I boschi
Sui suoi crinali sono presenti boschi misti di: castagno, roverella e pino nero, con faggio e, nella parte più alta, larice abete rosso e abete bianco mentre la cima è coperta da pascoli.

## La via del sale
Sulle sue pendici passava la via del sale lombarda, un antico tracciato che permetteva il commercio del sale mettendo in comunicazione Pavia con Genova. Attraverso questa via transitavano le merci provenienti dal settentrione, soprattutto lana e armi, per raggiungere il porto di Genova dove, per il viaggio di ritorno veniva caricato il sale, materiale prezioso di difficile reperimento nei territori lontani dal mare, indispensabile per la conservazione degli alimenti e la concia del cuoio. Il percorso da Pavia si dirigeva verso sud, su strade e mulattiere, toccando Voghera, si inoltrava lungo la valle Staffora, passando per Varzi, risaliva il fondovalle fino al paese di Castellaro, saliva al monte Bogleglio (1492 m), passando sul crinale per il monte Chiappo (1700 m), il monte Cavalmurone, il monte Legnà, il monte Carmo e il monte Antola (1597 m) discendeva a Torriglia in val Trebbia, punto di incontro con i tracciati piemontesi ed emiliani e da lì raggiungeva agevolmente Genova attraverso il passo della Scoffera.

## Bivacco Pian della Mora
Il bivacco è situato presso l'omonima località sulle pendici settentrionali nel versante pavese. Consiste in una piccola costruzione in legno, soppalcata, dotata di stufa e tre tavoloni di legno con relative panche e poche stoviglie. Privo di acqua e energia elettrica.